# Мотор (чоловічий гандбольний клуб)
| Гандбольний клуб «Мотор» | |
| Ліга                     | Чемпіонат України з гандболу серед чоловіків, Суперліга |
| Країна                   | Україна |
| Місто                    | Запоріжжя |
| Кольори                  | Синьо-біло-червоні |
| Попередні назви          | «Запоріжалюмінбуд» (ЗАБ), «ЗНТУ-ЗАБ», «Мотор-ЗНТУ-ЗАБ» |
| Тренер                   | Микола Степанець |
| Капітан                  | Михаїл Цап |
| Титули                   | 11-разовий чемпіон України (1964, 1967, 1976, 2013-2020) 2-разовий срібний призер Чемпіонату СРСР (1963, 1964) 2-разовий бронзовий призер Чемпіонату СРСР (1965, 1968) |
| Офіційний сайт           | www.handball.motorsich.com |

Мотор (колишні назви: «Запоріжалюмінбуд» (ЗАБ), «ЗНТУ-ЗАБ», «Мотор-ЗНТУ-ЗАБ») — чоловічий гандбольний клуб із Запоріжжя. Учасник чемпіонату України з гандболу в Суперлізі та Вищій лізі.

## Історія за часів СРСР
Команду «Запоріжалюмінбуд» створив 1958 року при тресті «Запоріжалюмінбуд» граючий тренер Семен Полонський.
1962 року команда «Запоріжалюмінбуд» разом з київським «Буревісником» склали дует українських клубів, які дебютували в першому чемпіонаті СРСР з гандболу.

### Досягнення
1963 — срібний призер чемпіонату СРСР, чемпіон ЦС ДСО «Авангард», перший міжнародний матч в Запоріжжі: «ЗАС» — молодіжна збірна Румунії. П'ятеро гравців команди були удостоєні звання «Майстер спорту СРСР», а їхній наставник Анатолій Музикантов — «Заслужений тренер УРСР».
1964 — срібний призер чемпіонату СРСР, чемпіон України.
1965 — бронзовий призер чемпіонату СРСР, срібний призер чемпіонату України.
1966 — срібний призер чемпіонату України.
1967 — переможець 31-го чемпіонату України.
1968 — бронзовий призер чемпіонату СРСР.
1969 — срібний призер чемпіонату України.
1970 — срібний призер чемпіонату України.
1972 — срібний призер чемпіонату України.
1973 — срібний призер чемпіонату України.
1976 — чемпіон України.
1977 — срібний призер чемпіонату України.
1978 — бонзовий призер чемпіонату України.
1980 — бронзовий призер чемпіонату України.
1981 — срібний призер чемпіонату України.
1984 — бронзовий призер чемпіонату України.

## Історія за часів Незалежності

Логотип клубу з 2009 до 2012 рр..

1997 — команда відновила виступи в чемпіонатах України під новим ім'ям «ЗНТУ-ЗАБ», представляє Запорізький національний технічний університет.
2002/03 — володар малих срібних нагород чемпіонату Україні серед команд вищої ліги «Б».
2003/04 — переможець чемпіонату України серед команд вищої ліги.
2006/07 — переможець чемпіонату України серед команд вищої ліги; переможець Студентської ліги України.
2007/08 рік — дебют в Суперлізі чемпіонату України — 6 місце.
2008/09 — 4 місце в чемпіонаті України серед команд Суперліги, право участі в Кубку Челлендж.
2009 — гандбольний клуб «ЗНТУ-ЗАС» бере на баланс ВАТ «Мотор Січ», команда отримує нове ім'я «Мотор-ЗНТУ-ЗАБ».
2009/10 — 4 місце в чемпіонаті України серед команд Суперліги.
2010/11 — 4 місце в чемпіонаті України серед команд Суперліги.
2011/12  — 2 місце в чемпіонаті України серед команд Суперліги, бронзовий призер Кубку країни. Команда змінює назву на «Мотор».
2012/13  — 1 місце в чемпіонаті України серед команд Суперліги, володар Кубку країни.
2013/14 — 1 місце в чемпіонаті України серед команд Суперліги, срібний призер Кубку країни.
2014/15 — 1 місце в чемпіонаті України серед команд Суперліги, володар Кубку країни, володар першого Суперкубку
2015/16 — 1 місце в чемпіонаті України серед команд Суперліги, володар Кубку країни, володар Суперкубку.
2016/17 — 1 місце в чемпіонаті України серед команд Суперліги.
2017/18 — 1 місце в чемпіонаті України серед команд Суперліги.

## Відомі гравці
- Валерій Зеленов
- Юрий Резников
- Валентин Цапенко
- Геннадій Попадчук
- Леонід Ратнер
- В'ячеслав Дідушенко

## Тренери
Травень 2011 — 26 лютого 2013 — головний тренер команди Микола Чигарьов. 
26 лютого — 8 липня 2013 — в.о. головного тренера Микола Степанець. 
8 липня 2013 — 19 грудня 2014 — головний тренер Сергій Бебешко. 
19 грудня 2014 — ? головний тренер — Микола Степанець. 
? — ? — ?
2017 — 7 жовтня 2018 — головний тренер Патрик Ромбель (Patryk Rombel).
8 жовтня 2018 - Микола Степанець

## Керівництво
Президент гандбольного клуба «Мотор» — Покатов Олімпій Валеріанович.

## Адреса
ГК «Мотор-ЗНТУ-ЗАБ», вул. Іванова, 24, 69068, Запоріжжя, Україна.